# Sąd Królewski (Bhutan)
Sąd Królewski – najwyższy sąd Bhutanu. Sędziowie sądu są zaprzysiężeni przez monarchę. Sąd Królewski pełni także oryginalnie zwierzchnictwo nad ponad 20 sądami dzielnicowymi w całym kraju. System prawny w Bhutanie pod którym podporządkowany również jest Sąd Królewski, to połączenie prawa indyjskiego oraz brytyjskiego common law. Mimo że Sąd Królewski jest sądem najwyższym w Bhutanie to król ma prawo do ostatecznej apelacji wyroku wydanego przez sądy na terenie Bhutanu. Siedzibą sądu jest stolica państwa Thimphu.

## Struktura sądownicza Bhutanu
- Sąd Królewski – Sąd Najwyższy Bhutanu
- Sąd Apelacyjny – sąd apelacyjny w Bhutanie
- Sąd Okręgowy – mający swoje siedziby w 20 dzielnicach Bhutanu
- Sąd Rejonowy – sąd rejonowy mający swoje siedziby na szczeblu sub-dywizji

## Lista sędziów Sądu Królewskiego
- Lyonpo Sonam Tobgye – przewodniczący
- Sherub Gyeltshen
- Jigme Zangpo
- Kuenlay Tshering
- Karma Dorji Sherpa
- Pasang Tobgay
- Thinley Yoezer
- K.B. Ghalley